# كفاءة التفاعل بين الثقافات
كفاءة التفاعل بين الثقافات (أو القدرة على التواصل الناجح بين أبناء ثقافات مختلفة) هي القدرة على تحقيق تواصل ناجح مع الأفراد المنتمين لثقافات أخرى. فخلال عمليات التفاعل مع أفراد منتمين لثقافات أجنبية، يستطيع الشخص الذي يتميز بالقدرة على التفاعل بين الثقافات أن يستوعب مفاهيم الثقافة المحددة المتعلقة بالإدراك الحسي وطريقة التفكير والأحاسيس والتصرف.
ويطلق على كفاءة التفاعل بين الثقافات أيضًا اسم «كفاءة التفاعل عبر الثقافات».

## المقومات الأساسية
يمكن أن تختلف الثقافات ليس بين القارات أوالأمم فحسب، ولكن أيضًا داخل نفس الشركة وكذلك داخل نفس الأسرة. ويمكن أن تكون الاختلافات بين الثقافات إما أخلاقية أو إثنية أو جغرافية أو تاريخية أو أدبية أو سياسية أو دينية.
تتمثل المتطلبات الأساسية لتحقيق كفاءة التفاعل بين الثقافات في التعاطف وتفهم سلوكيات الآخرين وطرق التفكير والقدرة على التعبير عن طريقة تفكير المرء. وتعتبر توازنًا تأقلميًا وتكيفًا حسب الأماكن بين أربعة أجزاء:
- المعرفة (فيما يتعلق بالثقافات الأخرى وسلوكيات الأفراد الآخرين)
- التعاطف "التشاعر) (تفهم أحاسيس الآخرين واحتياجاتهم)
- الثقة بالنفس (معرفة رغبات المرء الخاصة، ونقاط قوته وضعفه ومدى ثباته النفسي)
- الهوية الثقافية (معرفة ثقافة المرء الخاصة)

## كفاءة التفاعل عبر الثقافات
لقد تمخض عن كفاءة التفاعل عبر الثقافات تعريفات مثيرة للارتباك ومتناقضة، وهذا نتيجة دراستها من خلال مجموعة متنوعة وواسعة من المناهج الأكاديمية والمجالات التخصصية. وقد ذكر أحد المؤلفين أحد عشر مصطلحًا مختلفًا تترادف بدرجة ما مع مصطلح كفاءة التفاعل عبر الثقافات، وهي: الإدراك الثقافي، والبصيرة الثقافية، والتقدير الثقافي، والتحصيل أو الطلاقة الثقافية، والتأقلم الثقافي، والحقل الثقافي، والخبرة الثقافية، والكفاءة الثقافية، والوعي الثقافي، والذكاء الثقافي، والتفاهم الثقافي. وقد عرّف معهد بحوث جيش الولايات المتحدة، والذي يقوم الآن بدراسة كفاءة التفاعل عبر الثقافات، هذا المصطلح بأنه «مجموعة المكونات المعرفية والسلوكية والمؤثرة/الدافعة التي تمكّن الأفراد من التأقلم بصورة فعّالة في البيئات التي تنشأ بين الثقافات».
لقد سعت جميع المنظمات العاملة في المجال الأكاديمي ومجال الأعمال والرعاية الصحية والأمن الحكومي ووكالات المساعدات الإنمائية إلى استعمال مصطلح كفاءة التفاعل عبر الثقافات بطريقة أو بأخرى. ولكن غالبًا ما كان يتم الحصول على نتائج سلبية نتيجة عدم وجود دراسة جادة حول كفاءة التفاعل عبر الثقافات والاعتماد على مناهج «الإدراك السليم».
وبالرغم من ذلك، فلا تعتبر كفاءة التفاعل عبر الثقافات شيئًا يدور في فراغ. ذلك أن أحد النظم النظرية يفترض أن كفاءة التفاعل عبر الثقافات والكفاءة اللغوية والمعرفة الإقليمية تعتبر مهارات متميزة مرتبطة ببعضها ارتباطًا وثيقًا، ولكن تعتمد بدرجات مختلفة على السياق الذي تُستخدم خلاله. وفي البيئات التعليمية، تعتبر تصنيفات بلوم المؤثرة والمعرفية  إطارًا فعّالاً لوصف المجالات المتداخلة بين هذه الأنظمة الثلاثة: فعلى مستويات الاستقبال والمعرفة، يمكن لكفاءة التفاعل عبر الثقافات أن تعمل بشكل شبه مستقل عن الكفاءة اللغوية والمعرفة الإقليمية. ولكن كلما اقترب المرء من مستويات الاستبطان والتقييم، فإن المجالات المتداخلة تتقارب بصورة تامة.
إن تنمية كفاءة التفاعل بين الثقافات تعتمد بدرجة كبيرة على خبرات الفرد أثناء تواصله مع الثقافات المختلفة. فعند التفاعل مع الأفراد المنتمين لثقافات أخرى، يتعرض المرء لمعوقات محددة تحدث نتيجة الاختلافات المتعلقة بالتفاهم الثقافي بين فردين من ثقافتين مختلفتين. فمثل هذه التجارب يمكن أن تدفع الفرد لكسب مهارات يمكن أن تساعده على توصيل وجهة نظره لمستمع من إثنية ثقافية مختلفة أو خلفية أخرى.

### المهاجرون والطلاب الدوليون
تكمن إحدى القضايا البارزة، وخاصة بالنسبة للأفراد الذين يعيشون في دول غير دولتهم الأصلية، في إشكالية الثقافتين ينبغي عليهم اتباعها. فهل ينبغي عليهم التوافق والتكيف مع الثقافة المحيطة بهم أو التمسك بثقافتهم الأصلية ومحاولة تجنب التفاعل مع الثقافة التي تحيط بهم؟ فهذه القضية تعتبر شديدة الانتشار بصورة متزايدة في الوقت الراهن. وقد أدت العولمة إلى ارتفاع نسب الهجرة بشكل شديد بالنسبة لغالبية الدول النامية والمتقدمة على حد سواء. ففي دولة غريبة بالنسبة لهم، سيحاط المهاجرون بثقافة لا ينتمون إليها.
كما سيواجه الطلاب الدوليون هذه الإشكالية: حيث يمكنهم اختيار إما تعديل حدودهم الثقافية والتأقلم مع الثقافة المحيطة بهم أو التمسك بثقافتهم الأم وإحاطة أنفسهم بالأفراد المنتمين لبلادهم. فالطلاب الذين يقررون التمسك بثقافتهم الأصلية هم أكثر من يعاني من مشكلات في الحياة الجامعية، ويتعرضون لصدمات ثقافية متكررة. وأما الطلاب الدوليون الذين يتأقلمون مع الثقافة المحيطة بهم (والذين يتفاعلون بشكل أكبر مع الطلاب المحليين)، فإنهم يزيدون من معرفتهم بالثقافة المحلية، مما يساعدهم على «الامتزاج» بصورة أكبر. ويمكن أن يُقال إن مثل هؤلاء قد تبنوا هويات مزدوجة الثقافة.

## الاختلافات الثقافية
يمكن قياس الخصائص الثقافات من خلال العديد من الأبعاد. وتعتبر القدرة على إدراكها والتعامل معها أمرًا أساسيًا بالنسبة لكفاءة التفاعل بين الثقافات. وهذه الخصائص تتضمن:
- الجماعية والفردانية[5]
- الثقافات المتعلقة بـ الذكورة والأنوثة[5]
- تجنب المجهول[5]
- مسافة النفوذ[5]
- الوعي بالزمن: أحادي الزمن (ثابت الزمن، «واحد تلو الآخر») ومتعدد الزمن (القيام بالعديد من الأشياء في الوقت نفسه، «تعدد المهام»). ويطلق على هذا أيضًا «التوجيه الطويل الأجل».[5]
- الخصائص الهيكلية: الشخصية الأساسية، والقيم، وتجربة الإدراك الانتقائي للزمان والمكان، والتواصل غير اللفظي، وأنماط السلوك.
- المسيحية والكونفشيوسية

## التقييم
يعتبر تقييم كفاءة التفاعل عبر الثقافات مجالًا آخر من المجالات المليئة بالجدل. وقد أشار أحد الاستبيانات إلى أنه يوجد 86 أداة تقييم لقياس مدى كفاءة التفاعل عبر الثقافات. وقد قللت دراسة صادرة عن معهد أبحاث جيش الولايات المتحدة قائمة هذه الأدوات لتبلغ عشر أدوات كمية كانت مناسبة للقيام بمزيد من الاستكشاف حول مدى الاعتماد عليها وصلاحيتها.
ويتم اختبار الخصائص التالية ورصدها وذلك حتى يتسنى تقييم مدى كفاءة التفاعل بين الثقافات كقدرة قائمة أو مدى إمكانية تطويرها: تحمل الغموض والانفتاح على جهات تواصل ومرونة السلوك والثبات الانفعالي ودافع الأداء والتعاطف وكفاءة التواصل الذاتي وتعدد المراكز.

### أدوات التقييم الكمية
هناك ثلاثة أمثلة على أدوات التقييم الكمي، وهي:
- مقياس نمو التواصل بين الثقافات المختلفة
- مقياس الذكاء الثقافي
- استبيان الشخصية متعددة الثقافات

### أدوات التقييم الكيفية
على الرغم من ضعف الأبحاث التي يتم إجراؤها في مجال كفاءة التفاعل عبر الثقافات، إلا أنها تشير إلى قيمة أدوات التقييم الكيفي بالتوافق مع الأدوات الكمية. وتعتبر الأدوات الكيفية، مثل أدوات التقييم المعتمدة على مخططات، مفيدة في الحصول على رؤى وأفكار حول كفاءة التفاعل بين الثقافات.
وفيما يتعلق بإطارات عمل التدريب بين الثقافات، مثل ™ICCA (تقييم التواصل والتعاون بين الثقافات)، فإنها لا تسعى لإجراء تقييم، ولكنها تمنح توجيهًا للتطور الشخصي اعتمادًا على تحديد السمات الشخصية ونقاط القوة والضعف.

## الانتقادات
من الأهمية بمكان ألّا ينتهي الأمر المتعلق بتدريبات كفاءة التفاعل عبر الثقافات ومهاراتها بتطبيق أفكار وقوالب نمطية. وعلى الرغم من أن هدفها يكمن في دعم التفاهم بين المجموعات والأفراد عمومًا ليفكروا بطريقة مختلفة، إلا أنها قد تفشل في إدراك الاختلافات المحددة بين الأفراد المنتمين لمجموعة ما. ومثل هذه الاختلافات يمكن أن تكون أكثر أهمية من الاختلافات بين المجموعات، وخاصة في حالة المجتمعات السكانية غير المتجانسة وأنظمة القيم.
لقد انتقد ماديسون (2006) ميل التدريبات المتعلقة بكفاءة التفاعل عبر الثقافات إلى تبسيط الهجرة وعمليات التفاعل عبر الثقافات إلى مراحل وفترات. وطرحت مقالة ماديسون في هذا الخصوص موجزًا للبحث الأصلي.
ويمكن الاطلاع أيضًا على مقالة «ويت» التي كتبها مؤخرًا، حيث تلخص الاعتراضات الواردة على النظريات الثقافية المستخدمة في مجال الأعمال والحياة الاجتماعية.